# Weltmeisterschaften im Bogenschießen 1959
Die Weltmeisterschaften im Bogenschießen 1959 wurden vom 6. bis 9. August in der schwedischen Hauptstadt Stockholm ausgetragen.

## Ergebnisse Recurvebogen
| Disziplin         | Gold                                                             | Silber                                               | Bronze                                                          |
| ----------------- | ---------------------------------------------------------------- | ---------------------------------------------------- | --------------------------------------------------------------- |
| Männer Einzel     | James Caspers                                                    | Robert Kadlec                                        | James Needey                                                    |
| Frauen Einzel     | Ann Weber-Corby                                                  | Sigrid Johansson                                     | Lucille Shine                                                   |
| Männer Mannschaft | Vereinigte Staaten James Caspers Robert Kadlec James Needey      | Belgien Robert Cogniaux Oscar Kessels René Boussu    | Schweden Sten-Erik Carlsson Stig Thysell Eric Karlsson          |
| Frauen Mannschaft | Vereinigte Staaten Ann Weber-Corby Lucille Shine Carole Meinhart | Großbritannien Larie Fowler June Heywood Sadia Miles | Tschechoslowakei Eliška Šafránková Irena Brizová Božena Deptová |

## Medaillenspiegel
| Platz  | Land               | Gold | Silber | Bronze | Gesamt |
| ------ | ------------------ | ---- | ------ | ------ | ------ |
| 1      | Vereinigte Staaten | 4    | 1      | 2      | 7      |
| 2      | Schweden           | –    | 1      | –      | 2      |
| 3      | Belgien            | –    | 1      | –      | 1      |
| 3      | Großbritannien     | –    | 1      | –      | 1      |
| 5      | Tschechoslowakei   | –    | –      | 1      | 1      |
| Gesamt | Gesamt             | 4    | 4      | 4      | 12     |